# Pentagonia
Pentagonia är ett släkte av måreväxter. Pentagonia ingår i familjen måreväxter.

## Dottertaxa tillPentagonia, i alfabetisk ordning[1]
- Pentagonia alba
- Pentagonia amazonica
- Pentagonia angustifolia
- Pentagonia bocataurensis
- Pentagonia bonifaziana
- Pentagonia brachyotis
- Pentagonia breviloba
- Pentagonia clementinensis
- Pentagonia costaricensis
- Pentagonia dwyeriana
- Pentagonia gigantifolia
- Pentagonia grandiflora
- Pentagonia gymnopoda
- Pentagonia hirsuta
- Pentagonia involucrata
- Pentagonia lanciloba
- Pentagonia lobata
- Pentagonia macrophylla
- Pentagonia magnifica
- Pentagonia microcarpa
- Pentagonia monocaulis
- Pentagonia nuciformis
- Pentagonia pachiteana
- Pentagonia pinnatifida
- Pentagonia rubriflora
- Pentagonia sanblasensis
- Pentagonia spathicalyx
- Pentagonia subauriculata
- Pentagonia subsessilis
- Pentagonia tapacula
- Pentagonia tinajita
- Pentagonia wendlandii
- Pentagonia veraguensis
- Pentagonia williamsii
- Pentagonia villosula
- Pentagonia wurdackii